# Les Filles de l'air
Pour les articles homonymes, voir Come Fly with Me.
Pour plus de détails, voir Fiche technique et Distribution.
Les Filles de l'air (Come Fly with Me) est un film britannique réalisé par Henry Levin et sorti en 1963, d'après le roman Girl on a Wing de Bernard Glemser.
Une grande partie du film a été tournée à Paris et à Vienne.

## Synopsis
Trois hôtesses de l'air travaillent pour la même compagnie aérienne, et réalisent des vols entre New York, Paris et Vienne. Elles ont lors de ces vols des relations diverses avec leurs passagers.

## Fiche technique
- Titre original : Come Fly with Me
- Réalisation : Henry Levin
- Scénario : William Roberts d'après le roman Girl on a Wing de Bernard Glemser (en).
- Producteur : Anatole de Grunwald
- Photographie : Oswald Morris
- Musique : Lyn Murray
- Montage : Frank Clarke
- Durée : 109 minutes
- Dates de sortie :
  - USA : 27 mars 1963
  - UK : 18 avril 1963

## Distribution
- Dolores Hart : Donna Stuart
- Hugh O'Brian :  Ray Winsley (copilote)
- Karlheinz Böhm : Baron Franz Von Elzingen
- Pamela Tiffin : Carol Brewster
- Karl Malden : Walter Lucas
- Lois Nettleton : Hilda "Bergie" Bergstrom
- Dawn Addams : Katie Rinard
- Victor Rietti : passager (cameo)
- John Crawford : pilote
- Andrew Cruickshank : Cardwell
- James Dobson :  Teddy Shepard
- Robert Easton : Navigateur
- Maurice Marsac : Monsieur Rinard
- Lois Maxwell : Gwen Sandley
- Richard Wattis : Oliver Garson
- Guido Wieland : policier à Vienne